# 相引森右エ門
相引 森右エ門（あいびき もりえもん）は、江戸時代の大相撲の第70代大関。番付上は「江戸」頭書。
天明7年（1787年）春場所(5月)、西大関として相撲界に入ったが、その場所は諸国不作で町民が困窮したため中止となり、しかもその1場所限りで引退してしまった。当該場所が中止になったため、通算成績に休場（星取表の「や」の印）すらない。
四股名は宝暦以前の強豪の四股名をそのまま名乗ったもので、九紋龍清吉が欠場するための穴埋め役であったと思われる。

## 主な成績
- 通算成績：0勝0敗

| 1787年 | 西大関 引退 – 興行中止 | x |
| 各欄の数字は、「勝ち-負け-休場」を示す。 優勝 引退 休場 十両 幕下 三賞：敢=敢闘賞、殊=殊勲賞、技=技能賞 その他：★=金星 番付階級：幕内 - 十両 - 幕下 - 三段目 - 序二段 - 序ノ口 幕内序列：横綱 - 大関 - 関脇 - 小結 - 前頭（「#数字」は各位内の序列） |                        |   |